# Nenas Siam
Nenas Siam is een bestuurslaag in het regentschap Batu Bara van de provincie Noord-Sumatra, Indonesië. Nenas Siam telt 2650 inwoners (volkstelling 2010).